# FH Hafnarfjörður (balonmano)
El Fimleikafélag Hafnarfjörðar conocido como FH es un club de balonmano de Islandia situado en la ciudad islandesa de Hafnarfjörður.

## Palmarés

### Sección masculina
- Campeonato de Islandia (16) : 1956, 1957, 1959, 1960, 1961, 1965, 1966, 1969, 1971, 1974, 1976, 1984, 1985, 1990, 1992, 2011
- Copa de Islandia (6) : 1975, 1976, 1977, 1992, 1994, 2019

## Jugadores célebres
- Logi Geirsson
- Aron Pálmarsson